# تپه منطش
تپه منطش مربوط به سده‌های اولیه دوران‌های تاریخی پس از اسلام است و در شهرستان خدابنده، بخش مرکزی، روستای منطش واقع شده و این اثر در تاریخ ۱۴ مرداد ۱۳۸۲ با شمارهٔ ثبت ۹۴۶۰ به‌عنوان یکی از آثار ملی ایران به ثبت رسیده است.